# Факультет історії та міжнародних відносин ЗНУ
Факультет історії та міжнародних відносин (ЗНУ) — факультет у структурі Запорізького національного університету.

## Історія факультету
1930 року у складі Запорізького інституту народної освіти (попередника ЗНУ) було створено кафедру історичних наук. 
1933 року Запорізький інститут народної освіти був перейменований на Запорізький державний педагогічний інститут і на його базі було організовано історичний факультет з історичним та економічним відділеннями.
1936 року факультет було переведено до Одеси. 
Відновлений у 1971 році. Був зорієнтований на підготовку вчителів історії та суспільствознавства для загальних освітніх навчальних закладів, а з 1982 року — вчителів історії, суспільствознавства і радянського права. 
Навчання на факультеті тривало спочатку чотири, а потім — п'ять років.
У 1975 році історичний факультет випустив перших дипломованих вчителів історії та суспільствознавства. Більшість з них поїхала працювати вчителями у сільські школи Запорізької області та за її межі. Проте деякі випускники отримали рекомендації для роботи у партійно-господарському секторі, у профспілкових організаціях, в органах безпеки та внутрішніх справ.
1991 року з історичного факультету було виділено юридичний, а 2001 року — факультет соціології та управління.
Уже напочатку ХХІ ст. факультет системно працював над відкриттям нових спеціальностей, розробкою нових наукових напрямів,  розвитком міжнародного наукового співробітництва. 
2023 року історичний факультет ЗНУ було перейменовано на факультет історії та міжнародних відносин.

## Спеціальності
Факультет історії та міжнародних відносин забезпечує підготовку бакалаврів та магістрів за  спеціальностями 014.03 Середня освіта (Історія), 032 Історія та археологія, 291 Міжнародні відносини, суспільні комунікації та регіональні студії. За спеціальністю 032 Історія та археологія функціонує освітня програма третього рівня вищої освіти (PhD) та докторантура.

### Спеціальність 014.03 Середня освіта (історія)[1]
Спеціальність представлена освітньою програмою 014.03 Середня освіта (Історія) першого та другого рівнів вищої освіти (бакалавр та магістр). 

### Спеціальність 032 Історія та археологія[4]
Спеціальність представлена освітньою програмою  Історія першого, другого та третього рівнів вищої освіти (бакалавр, магістр, PhD).

### Спеціальність 291 Міжнародні відносини, суспільні комунікації та регіональні студії[7]
Спеціальність представлена освітніми програмами  Міжнародні відносини першого освітнього рівня (бакалавр) та  Країнознавство другого освітнього рівня (магістр).

## Структура

### Кафедра всесвітньої історії та міжнародних відносин[10]
Створена у 1975 році.

Кафедра забезпечує викладання фундаментальних дисциплін з історії та міжнародних відносин, зокрема «Memory Studies і політичний дискурс», «Історія країн Центральної та Південно-Східної Європи» «Новітня історія Західної Європи та Північної Америки», «Історія країн Центральної та Південно-Східної Європи» «Історія країн Азії та Африки», «Загальна етнологія», «Археологія», «Інтелектуальна історія Європи», «Інформаційно-аналітична діяльність у міжнародних відносинах», «Історія первісного суспільства», «Історія середніх віків», «Історія Стародавнього Сходу», «Країнознавство. Регіональні студії», «Дипломатична та консульська служба», «Теорія міжнародних відносин», «Дипломатичний протокол та етикет», «Конфліктологія та теорія переговорів», «Державне управління в Україні» та ін. Кафедра є випусковою для студентів спеціальності 291 «Міжнародні відносини, суспільні комунікації та регіональні студії», веде активну міжнародну грантову та наукову проєктну діяльність.

### Кафедра давньої і нової історії України та методики навчання історії[11]
Створена  у 1990 р.

Кафедра забезпечує викладання таких навчальних дисциплін: «Теорія і методика навчання історії», «Сучасна інформаційна війна Росії проти України», «Давня та нова історія України», «Методологія історії», «Освітні інструменти критичного мислення», «Сучасна інформаційна війна Росії проти України», «Історія України» (для неісторичних спеціальностей» та ін.

### Кафедра новітньої історії України[12]
Створена у 1990 р.

Кафедра забезпечує викладання таких навчальних дисциплін: «Ідеї та політика: плинність ідеологій», «Інформаційні технології в історії», «Історія України» (для неісторичних спеціальностей), «Музеєзнавство», «Новітня історія України», «Україна в діалозі європейських культур», «Андеграунд: заборонене мистецтво в УРСР», «Storytelling: історія української культури для інтелектуалів», «Ідеологія радянського повсякдення та святкової культури України», «Історична пам'ять та політика пам’яті в Україні» та ін.

### Кафедра джерелознавчих студій та суспільних комунікацій[13]
Створена у 1992 р.

Кафедра забезпечує викладання таких навчальних дисциплін: «Спеціальні історичні дисципліни», «Джерелознавство», «Історіографія», «Архівознавство», «Етнологія України», «Історичне краєзнавство», «Новітні джерела та методи джерелознавчого дослідження», «Сучасна історіографія», «Теорія і практика усної історії», «Історичне документознавство» та ін.

## Навчальні та навчально-наукові лабораторії
На факультеті працюють п’ять навчально-наукових лабораторій, на базі яких здійснюються наукові дослідження здобувачів вищої освіти та науковців, а також організовано супровід освітнього процесу
Навчально-наукова лабораторія модерної історії України та інноваційних освітніх технологій
Навчально-наукова лабораторія археологічних досліджень
Навчально-наукова лабораторія етнографічних досліджень
Навчально-наукова лабораторія історії повсякдення другої половини ХХ століття
Навчальна лабораторія міжнародних відносин, суспільних комунікацій та регіональних студій 

## Наукова діяльність[15]
На факультеті діють наукові школи професора Ф. Г. Турченка «Модерна історія України» (керівник — д.і.н. іст. наук, проф. Ф. Г. Турченко) та професора А. В. Бойка «Історія Південної (Степової) України» (керівник — д.і.н. іст. наук, проф. В. І. Мільчев).
На факультеті історії та міжнародних відносин здійснюється підготовка здобувачів вищої освіти ступеня доктора філософії та доктора наук. Діє спеціалізована вчена рада Д 17.051.01, проводяться захисти дисертацій за спеціальностями 07.00.01 — історія України; 07.00.06 —історіографія, джерелознавство та спеціальні історичні дисципліни.
Науковий збірник «Zaporizhzhia Historical Review» (до 2019 р. — «Наукові праці історичного факультету Запорізького національного університету») включений до Переліку наукових фахових видань України категорії «Б».
Головний редактор — д.і.н., проф. Ю. О. Каганов , проректор з науково-педагогічної роботи Запорізького національного університету. Збірник включений до міжнародних реферативних і наукометричних баз ERIH PLUS (European Reference Index for the Humanities and the Social Sciences), DOAJ (Directory of Open Access Journals), Index Copernicus.
На факультеті щорічно проводяться всеукраїнські наукові конференції:
·науково-практична конференція «Запорізькі єврейські читання»,
·наукова конференція «Історія Степової України ХVІІ — ХХ ст.»,
·наукова конференція «Новицькі читання»,
·науково-практична конференція «Актуальні проблеми теорії та методики навчання історії».

## Міжнародна діяльність[22]
Факультет історії та міжнародних відносин активно співпрацює із закордонними партнерами: Даремським університетом (Великобританія), Білефельдським університетом (Німеччина), Варшавським університетом (Польща), Ягеллонським університетом (Польща), Блаффтонським університетом (США); Університетом Фресно Пасифік (США); Університетом Торонто (Канада); Інститутом українознавства ім. Ковальських (Канада); Гамбурзьким університетом (Німеччина); Європейським інститутом ім. Г. Еккерта (Німеччина); Софійським університетом Святого Климента Охридського (Болгарія); Люблянським університетом (Словенія). Викладачі, студенти та молоді дослідники факультету можуть брати участь у міжнародних наукових та навчальних програмах академічного обміну на базі провідних університетських центрів країн Європи та Америки.
З початку повномасштабної агресії російської федерації проти України, Запорізький національний університет ухвалив нову стратегію розвитку на 2023-2025 роки в умовах війни та повоєнного відновлення. Одним із елементів стратегії є пріоритет інтернаціоналізації з урахуванням умов війни та розвиток і впровадження інтернаціоналізації на рівні кафедр, факультетів університету. Для факультету історії та міжнародних відносин ЗНУ одним із важливих напрямків такої співпраці стала співпраця з історичним факультетом Даремського університету (м. Дарем, Великобританія) та з історичним факультетом Білефельдського університету (м. Білефельд, Німеччина). Угода про багатосторонню співпрацю була підписана в червні 2022 року та стала частиною загального проєкту Twinning (підписано 71 партнерську угоду між британськими та українськими університетами за підтримки Університетів Великої Британії (UK) та Міністерства освіти України.
З 2017 року факультет бере активну участь у міжнародній співпраці у рамках масштабних проєктів за програмою Європейського Союзу Еразмус+.У серпні 2017 року Запорізький національний університет вперше виграв Грант для підтримки діяльності в рамках проєкт ів Жана Моне програми ERASMUS+, Жан Моне Модуль. «Європейська проєкт на культура», European Project Culture (Europroc); Номер проєкту - 587321-EPP-1- 2017-1- UA-EPPJMO- MODULE. Терміни виконання проєкт у - 01.09.2017 - 31.08.2020. У 2018-2021 рр. факультет брав участь у міждисциплінарному проєкті, який отримав грантову підтримку ЄС Erasmus+ за напрямом Програми ім. Жана Моне №599918-EPP-1-2018-1-UA-EPPJMO-MODULEEUVOLIA «European Values in Literary Arts», відповідно до грантової угоди з Виконавчою агенцією ЄС із питань освіти, аудіовізуальних засобів і культури №2018-1508/001-001. Також факультет залучено до реалізації міжфакультетського інтердисциплінарного проєкту програми Еразмус+ напрямку Жана Моне «Поширення європейської політики пам’яті задля миротворення в українському суспільстві» / Tailoring European Memory Politics for Peacemaking in Ukrainian Society, 2020-2023. Шифр проєкту: 620386-EPP-1-2020-1-UA-EPPJMO-MODULE Термін реалізації: 01.09.2020 - 01.09.2023
Студенти та аспіранти факультету мають змогу брати участь у міжнародних наукових та навчальних програмах академічного обміну на базі провідних центрів Європи та Америки.
Факультет історії та міжнародних відносин бере активну участь у міжнародних грантових програмах і неодноразово виборював гранти від Посольства США в Україні, Міжнародного фонду «Відродження», Британської Ради, IREX.

## Декани факультету історії та міжнародних відносин
У різні роки деканами факультету працювали:
Руденко Микола Степанович (1971—1974, 1976—1979),
Роїк Василь Григорович (1974—1976),
Бірюльов Ілля Михайлович (1979—1982, 1984—1987),
Орлянський Семен Федотович (1982—1983),
Лебедєв Володимир Максимович (1987—1989),
Івонін Юрій Євгенович (1989—1991),
Турченко Федір Григорович (1991—2005),
Кривко Ірина Миколаївна (2005—2006),
Ткаченко Віктор Григорович (2006—2014),
Мільчев Володимир Іванович (2014—2023).
З лютого 2023 р. факультет очолює Ольга Миколаївна Маклюк.

## Відомі студенти
Соболєв Сергій Владиславович депутат (БЮТ) 
Мороз Анатолій Миколайович депутат 
Зайцев В'ячеслав Олексійович - депутат Запорізької міськради,  учасник російсько-української війни, який загинув під час російського вторгнення в Україну